# Adaeulum coxidens
Adaeulum coxidens was een hooiwagen uit de familie Triaenonychidae. De wetenschappelijke naam van Adaeulum coxidens gaat terug op Lawrence. Het werd een junior subjectief synoniem van Adaeulum godfreyi Lawrence 1931 in Staręga (1992). Na 2023 de geldige combinatie is Adaeulum godfreyi Lawrence 1931.